# Hotel Hilton Curazao
El Hotel Hilton Curazao es uno de los ocho hoteles operados bajo la marca Hilton Caribe, que tiene sucursales en las Bahamas, Barbados, Jamaica, Puerto Rico, Santo Domingo y Trinidad y Tobago. 
El hotel fue diseñado por la firma de arquitectos Toro Ferrer de Puerto Rico, en asociación con Ben Smit, un arquitecto local de Curazao, un territorio dependiente de los Países Bajos. El edificio fue inaugurado en 1967. Toro-Ferrer formó parte de un equipo de arquitectos que diseñó el primer hotel Hilton fuera del espacio continental de los Estados Unidos, el hotel Caribe Hilton en San Juan, Puerto Rico (inaugurado en 1949), mientras que Ben Smit había estado involucrado en el diseño del hotel Curazao Intercontinental (actualmente Plaza Hotel Curazao). El Hilton Curazao fue el tercer hotel de playa en abrir en Curazao, después de que el Hotel Ávila se inaugurara en 1949 y el Hotel Intercontinental de Curazao hiciese lo propio en 1955.
El edificio original era una mezcla de elementos típicos de Curazao y la arquitectura contemporánea. Las ventanas se inspiraron en la línea de fachada de casas en la Handelskade en Willemstad, Curazao, mientras que el principal material de construcción fue el cemento.